# Glasögonmonark
Glasögonmonark (Monarcha melanopsis) är en fågel i familjen monarker inom ordningen tättingar.

## Utseende och läte
Glasögonmonarken är en slank tätting med rätt lång stjärt och ordentlig näbb. Ovansidan är grå, undersidan rostbrun. Huvudet är grått , med svart på pannan och strupen. Ungfågeln saknar det svarta i ansiktet. I alla dräkter har den en liten vit halvmåne framför ögat. 

## Utbredning och systematik
Fågeln förekommer i östra Australien (från Cooktown till nordöstra Victoria) och flyttar till Nya Guinea. Den behandlas som monotypisk, det vill säga att den inte delas in i några underarter.

## Levnadssätt
Glasögonmonarken hittas i fuktigare skogsområden. Där födosöker den långsamt i lövverket på jakt efter insekter. Fågeln sitter ofta vågrätt, med något rest stjärt.

## Status
Arten har ett stort utbredningsområde och beståndet anses vara stabilt. Internationella naturvårdsunionen IUCN listar den därför som livskraftig (LC).